# بحارنة
البحارنة هم مجموعة إثنية دينية من العرب الشيعة الحضر تقطن في إقليم البحرين، وهي مجموعة غير قبلية حيث يرجع أفرادها لأنساب مختلفة، ويقطن أغلبهم في البحرين والمنطقة الشرقية في السعودية (القطيف والأحساء)، فتطلق كلمة «بحراني» على الشيعة العرب المحليين على خلاف السنة العرب والشيعة العجم.
وقد ذكرت المعاجم اللغوية الشهيرة هذا المعنى كالقاموس المحيط ولسان العرب حيث ذكر: «البَحْرانِ: موضع بين البصرة وعُمانَ، النسب إِليه بَحْريٌّ وبَحْرانيٌّ؛ قال اليزيدي: كرهوا أَن يقولوا بَحْريٌّ فتشبه النسبةَ إِلى البَحْرِ؛ الليث: رجل بَحْرانيٌّ منسوب إِلى البَحْرَينِ؛ قال: وهو موضع بين البصرة وعُمان؛ ويقال: هذه البَحْرَينُ وانتهينا إِلى البَحْرَينِ.»، ولكن بسبب اختلاط السكان القدامى بغيرهم فقد استحدثت الحكومة البحرينية لفظ بحريني ليعم على الجميع. وما زال الشعب البحريني يستخدم عدة صفات للتمييز بين أبناء الشعب كالبحارنة، العجم، الهولة، والبدو.
والبحارنة يسكنون في شرق الجزيرة العربية والبحرين وينحدرون في غالبهم من قبائل عبد القيس وبكر بن وائل وقبيلة تغلب. ويعتنق جل البحارنة المذهب الشيعي الاثنا عشري وقد خرج منهم الكثير من الشخصيات الشيعية التاريخية كالخطيب عطية الجمري والشاعر الشيخ حسن الدمستانيوالفقيه الشيخ يوسف البحراني والشيخ حسين العصفور الملقب بالعلّامة والسيد هاشم التوبلاني صاحب تفسير البرهان والشيخ ميثم البحراني.

## تاريخ البحارنة

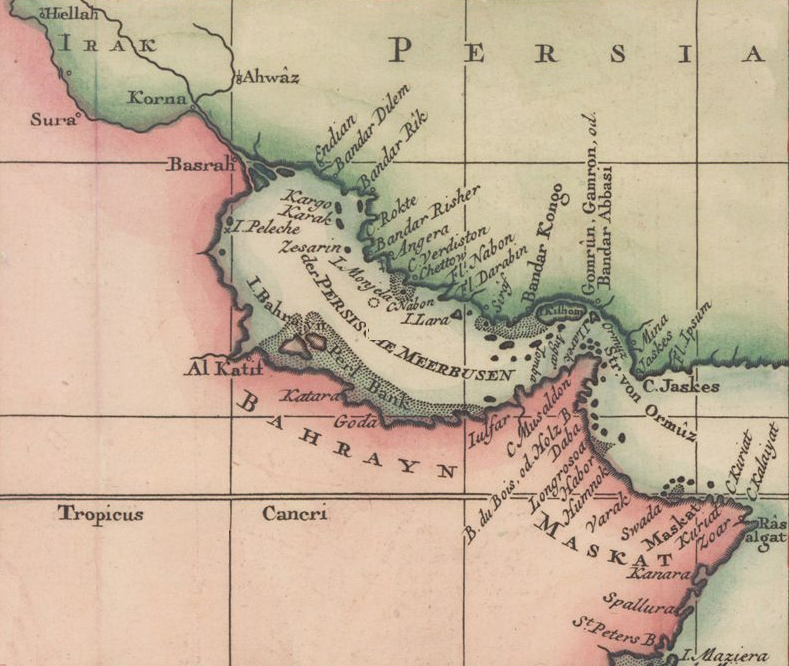
خريطة قديمة بتاريخ 1745م ويرى فيها إقليم البحرين

كانت البحرين عند ظهور الإسلام مأهولة بالسكان، بدليل كثرة ما فيها من القرى والعشائر، ويرجع ذلك إلى توفر المياه فيها، وخصوبة أرضها، ووقوعها على البحر، وكانت في البحرين عند ظهور الإسلام كل قبائل عبد القيس، وعشائر من تميم ومن بكر بن وائل ومن الأزد، هذا بالإضافة إلى عناصر غير عربية كانت تقطن فيها وأهمهم الفرس، والزط، والسيابجة.
رجع قبيلة ربيعة إلى نزار بن معد بن عدنان، وربيعة هو أخو مضر بن نزار بن معد بن عدنان، ويرجع إلى مضر نسب بني هاشم جد الرسول (ص). سكنت ربيعة في أرض تهامة في جنوب غرب الجزيرة العربية، وهو الموطن الاصلي قبل نزوح بطون منها إلى البحرين وهم العبديون من عبد القيس وغيرهم، وعبد القيس من أبناء أقصى بن دعمي بن جديلة بن اسد بن ربيعة بن نزار، وكان لربيعة سطوة وهيبة كبيرتان، حيث عرف عنها الشجاعة والاقدام في الحروب، وقد تصدر الابطال منها على مستوى سائر قبائل العرب. وحين قدوم الإسلام وانتشار الرسالة السماوية بين كنوف الجزيرة العربية، انضمت ربيعة إلى الركب الإسلامي لتكون خير سند في انتشار الدعوة وشكلت قوة ومنعة للدولة الإسلامية.
وقد من الله على هذه القبيلة بأن دخلت الإسلام طوعا واقتناعا من دون قتال، وهذا فضل عظيم. وقد ذهب بعض المفسرين مثل أبي جعفر محمد بن جرير الطبري إلى قوله تعالى «أفغير دين الله يبغون وله أسلم من في السموات والأرض طوعا وكرها وإليه يرجعون» ان الذين اسلموا طوعا في السماء هم الملائكة والذين اسلموا طوعا في الأرض هم الأنصار والازد وعبد القيس. وقد اثنى الرسول (ص) على عبد القيس، حيث قال «يا معشر الأنصار اكرموا اخوانكم فإنهم اشباهكم في الإسلام اشبه شيء بكم اشعارا وابشارا اسلموا طائعين غير مكرهين ولا موتورين قد أبى قوم ان يسلموا حتى قتلوا» وقد كان يعني وفد عبد القيس في وفادتهم الأولى عليه في المدينة.
ومن المواقف التي سجلت لهذا القبيلة ثباتها على الإسلام في وقت ردة باقي قبائل البحرين ودخولهم في حرب المرتدين، وقد ساهمت هذه القبيلة مساهمة كبرى في فتوحات الشرق وكانت لها البصمة الكبرى في كل المعارك التي شنها المسلمون في فتح العراق وبلاد فارس. وكان لهذه القبيلة أيضاً مواقف وأدوار كبيرة ومهمة بعد وفاة الرسول (ص) فقد شايعت هذه القبيلة الخليفة علي بن أبي طالب كرم الله وجه ووقفت معه وناصرته بكل بسالة وقوة في حروبه إبان خلافته في معركتي الجمل وصفين وغيرها، وكان مما قال الزركلي في الاعلام ج2: ص269 (أن) حكيم بن جبلة العبدي، من عبد القيس: صحابي، كان شريفا مطاعا، من أشجع الناس. ولاه عثمان امرة السند، ولم يستطع دخولها فعاد إلى البصرة، ولما كان يوم الجمل (بين علي وعائشة) أقبل في ثلاث مائة من بني عبد القيس وربيعة، فقاتل مع أصحاب علي».
وأيضاً مما ذكره المسعودي في كتابه مروج الذهب ج2 ص378، «واشتد حزن علي على من قتل من ربيعة قبل وروده البصرة، وهم الذين قتلهم طلحة والزبير من عبد القيس وغيرهم من ربيعة، وجدد حزنه قتل زيد بن صوحان (العبدي)، وكان علي يكثر من قوله:
يا لهف نفسي على ربيعة *** ربيعة السامعة المطيعة
وقد ذكر في أخبار معركة صفين انه «لما انكشفت ميمنة أهل العراق، حيث كان أهل العراق ميمنة جيش علي، وانتهت هزيمتهم إلى علي، فمشى نحو الميسرة، فانكشفت عنه مضرّ في الميسرة وثبتت ربيعة، فلما وصل إلى ربيعة نادي بصوت عال كغير المكترث لما فيه الناس: لمن هذه الرايات؟ قالوا: رايات ربيعة، قال: بل رايات عصم الله أهلها، فصبرهم وثبت أقدامهم. (أيام العرب في الإسلام ص370).
وقد شهد الإمام علي بن أبي طالب بمواقف ربيعه معه ومناصرتها له في تلك الحروب، وقد قال في مقال عن ربيعة: «ربيعة درعي ورمحي» وكان لذلك الدور المتفاني لربيعة في مناصرة الإمام علي بن أبي طالب العامل الكبير والمصيري في حياة وموقع هذه القبيلة في منطقة الجزيرة العربية، حيث دأب معاوية بن أبي سفيان بعد استشهاد الإمام علي على الانتقام ممن وقف ضده في نزاعه مع عليّ وقد أصاب ربيعة القسم الأكبر من هذا الانتقام، فكان مصيرها مثل مصير الكثير من القبائل الأخرى التي اتخذت الموقف نفسه، فتمت ملاحقتها وتشريدها من قبل بنو أمية وتعرضت للاضطهاد والتنكيل علاوة على منع بيت مال المسلمين عنها وعن أراملها وأيتامها ممن استشهد مع علي ضد الأمويين، ولم يكن نصيبهم من بيت المال مثل من كانوا في الفريق المقابل في طرفي النزاع، حيث كانت تحصل تلك القبائل على نصيبها المجزي، ولم يكن لربيعة ما يسد أيام الحاجة والقحط لمساعدتها في البقاء وتجاوز الايام العصيبة، التي تجتاح مناطق الجزيرة بين الحين والآخر فتوالت الأسباب المتعددة التي دفعت هذه القبيلة كغيرها من سائر قبائل العرب إلى الهجرة وترك الجزيرة إلى أقاليم أخرى.
وقد تفرقت ربيعة في أماكن عدة في الدولة الإسلامية فمنها الهجرات القديمة المذكورة آنفا وهي العراق والشام ومنها من خرج من البحرين وهو الإقليم الواقع في شرق بحر الخليج من جنوب البصرة حتى عُمان، حيث استمر تعاقب مواطن القوى في جزيرة العرب وعلى ذلك فقد ضعفت منعة بعض القبائل على مواطنها واضمحلت أقاليمها في القرون الأخيرة، فقد اخذت الهجرات تتوالى إلى مناطق أخرى في التاريخ الحديث وهي الهجرات الثانية من البحرين بجزرها وقطيفها وهذه الهجرات ضمت الكويت في بداية نشأتها وجنوب العراق ومنطقة عربستان، وسوف نأتي على ذكر هوية هذا القسم المهم من أبناء قبيلة ربيعة الذي يرجع نسب اكثرهم إلى عبد القيس وتغلب بن ربيعة والذين ارتبط اسمهم بإقليم البحرين وهذا القسم هو ما يعرف الآن بطائفة «البحارنة» أو «البحرانيون» نسبة إلى «البحران» وهو الاسم القديم لإقليم البحرين.
سكن البحارنة الذين وصلوا إلى هذه المنطقة عبر البحر على طول شرق الجزيرة العربية من جنوبها في عمان مرورا بالبحرين والقطيف والاحساء وصولا إلى شمال غرب الجزيرة العربية في دولة الكويت إلى جنوب العراق. وما يهمنا في هذا البحث هو ذكر تركز البحارنة من ربيعة في البحرين والكويت والعراق وهذا يضم بالطبع البحارنة الموجودين في الضفة الشرقية لشط العرب في إيران وهم الشطر المحسوب جغرافيا على عائلات البحارنة في العراق وقد فصلهم الحد السياسي في مياه شط العرب.
نود في هذه السطور تسليط الضوء علاوة على ذكر نسب البحارنة وتاريخهم، الإشارة إلى مدى تعلق البحارنة بالبحر وشغفهم به واجادتهم لمصادره اينما ذهبوا وقد ترك هذا الأسلوب في العيش والمهارة في هذا المجال الاثر الكبير والإيجابي في موارد العيش وتسخير العوامل الاقتصادية في المجتمعات التي عاشوا فيها.
يرجع نسب البحارنة الجغرافي كما اسلفنا إلى البحرين، وهذا ما يفسر تعلقهم بالبحر واعتمادهم عليه كمصدر رزق، إضافة إلى ذلك فقد كان للزراعة نصيب كبير أيضا في حياتهم على اعتبار ان توارثهم لتلك المهارات يرجع إلى موطنهم الاصلي في ينبع النخيل وينبع البحر وقد تأصلت تلك المهارات بوجود النشاط الزراعي والينابيع في إقليم البحرين وانقسام اهلها ما بين العمل بالبحر والعمل بالزراعة. على أي حال فان تلك المهارات والإقبال على نوعية النشاط الاقتصادي.
عند البحارنة تحدده البيئة التي يعيشون فيها، ذلك ان البحارنة في الكويت كان تركز عملهم ينصب على البحر وصناعة السفن، حيث إن بيئة الكويت تعد بيئة غير زراعية على خلاف البحرين التي تتوافر فيها الأرض الزراعية والنخيل، إضافة إلى النشاط البحري، ولكن في كل الأحوال فان ما يجمع البحارنة ويصبغ هويتهم اينما كانوا هو حبهم للبحر ومهارتهم في صناعة السفن.

### البحارنة من عبد القيس
كانت البحرين قبل الإسلام وعند بداية الدعوة مأهولة بالسكان، وكانت تضم الكثير من القرى الخصبة الغنية بالمياه العذبة التي كانت تتميز بها عن سائر مناطق الجزيرة العربية الشاسعة، وكانت نظرا لوقوعها على شاطئ البحر فقد توافر لها الكثير من طرق العيش المتميزة إلى جانب الزراعة، وهي بالطبع الموارد البحرية المختلفة كصيد الأسماك والسفر الداخلي في الخليج العربي «القطاعة» والسفر الخارجي إلى مناطق الهند وأفريقيا، إلى جانب العامل المهم الذي ساعد على اثراء ودعم تلك العوامل الاقتصادية في التبادل التجاري البحري وهو البراعة في صناعة السفن، كانت البحرين عند ظهور الإسلام تسكنها بعض قبائل من ربيعة وهم قبائل عبد القيس وبكر بن وائل وتميم ومن الازد وهم من كهلان بن سبأ من القحطانية، هذا بالإضافة إلى فئات غير عربية من الفرس.
يذكر ان عبد القيس جاءت إلى البحرين من تهامة وهي موطن قبائل ربيعة في جنوب الجزيرة العربية، وقد تغلبت عبد القيس على من كان قبلها من أياد والازد فأجلت أياد عنها، فنزلت جذيمة بن عوف الخط وأفناءها، ونزلت شن بن أقصى طرفها وأدناها إلى العراق، ونزلت نكرة بن لكيز بن أقصى بن عبد القيس وسط القطيف وما حوله، والشفّار، والظهران إلى الرمل، وما بين هجر إلى قطر وبينونة، ونزلت عامر بن الحارث والعمور ــ وهم بنو الديل ومحارب وعجل أبناء عمرو بن وديعة بن لكيز بن أقصى بن عبد القيس ومعهم عميرة بن أسد بن ربيعة حلفاء لهم ــ الجوف والعيون والاحساء حذاء طرف الدهناء، وخالطوا أهل هجر في دارهم، أي أنهم انتشروا في أكثر أجزاء البحرين وخاصة المناطق الساحلية منها، ونزلوا أهم مدنها.
وكان مما ذكر في مصادر التاريخ في ذلك، انه احتفظت عبد القيس بهذه المواضع حتى ظهور الإسلام وقد ذكرت مناطق أخرى لعبدالقيس دون أن يحدد أي عشائر يسكنها، منها المشقر والصفا وجواثا وسماهيج ومحلم وقبة، وعدد آخر من القرى كما ذكرت المصادر أيضاً عددا من القرى لبني عامر بن الحارث بن أنمار بن عمرو بن وديعة بن لكيز بن أقصى، وذكر بن الفقيه انها اضعاف قرى بني محارب، كما ذكر من منازلهم قطر، وجبلة.
وذكرت المصادر لبني محارب عددا كبيرا من القرى، والمدن منها هجر، والعقير. اما جذيمة بن عوف بن بكر بن عوف بن انمار بن عمرو بن وديعة بن لكيز بن أقصى بن عبد القيس فمن منازلها البيضاء وتسمى باسمهم، واحساء خرشاف، وقرية افار لجماعة من كليب بن جذيمة، وصلاصل لبني عامر بن جذيمة واوال لبني مسمار بن جذيمة.
وقد حدث بعض التبدل في مواطن القبائل بعد الإسلام، فقد أصبحت القطيف من منازل جذيمة بن عبد القيس، وكانت رئاستهم في بني مسمار، وشفار لبني عامر بن الحارث بن عبد القيس، وصفوان لبني حفص بن عبد القيس، وكانوا بها عندما دخلها القرامطة عام 287 هجرية، والظهران لبني سعد بن تميم، وكانوا بها عندما فتحها أبو سعيد الجنابي عام 287 هجرية، ولعل ذلك راجع إلى وقوع الحرب بينهم فاضطروا إلى ترك منازلهم الاصلية إلى مناطق أخرى، وإلى هجراتهم بعد الإسلام إلى البصرة والكوفة والموصل.
لقد استحوذت عبد القيس على معظم البحرين ولذلك عدها بعضهم لعبد القيس، وقال الاخنس بن شهاب التغلبي:
لكل اناس من معد عمارة *** عروض يلجأون إليها وجانب
لكيز لها البحران والسيف كله *** وأن يأتها بأس من الهند كارب
إن كثرة مدن وقرى عبد القيس التي ذكرنا المصادر تظهر مدى انتشارهم ودورهم في إقليم البحرين. ومن زعمائهم المشهورين عند ظهور الإسلام الاشج العصري الذي تزعم وفد عبد القيس الأول إلى الرسول صلى الله عليه وسلم في المدينة، والجارود العبدي الذي رئيسهم في الوفادة الثانية، ومن بطونهم المشهورة نكرة، وقد وصفهم ابن قتيبة بأنهم أهل البحرين وفيهم العدد والشرف.

### البحارنة من بكر بن وائل
استوطن بكر بن وائل البحرين قبيل الإسلام، وخصوصا بعد يوم قضه وهو آخر أيام حرب البسوس، وقد امتدت مساكن بكر إلى البسامة وكذلك إلى اطراف العراق الغربية. ومن بطون بكر التي استوطنت البحرين بنو قيس بن ثعلبة بن عصابة، وذكرت المصادر من منازلهم هجر، والسيدان، والشيطان، وثاج وعباعب، وهم لم ينفردوا في سكن هذه الأماكن، وقد حدث تبدل طفيف في مواطن قيس بن ثعلبة بعد الإسلام، فقد أصبحت ثاج من منازل بني سعد بن زيد مناة بن تميم التي انتزعوها منهم .

## البحارنة في الكويت
انتقلت عائلات البحارنة إلى الكويت في النصف الأخير من القرن الثامن عشر. وكان انتقالهم على الأغلب مع بعض العائلات الأخرى الذين انتقلوا من البحرين والذين انصب عملهم على التجارة والنقل البحري ومنهم . وكانت تلك الفترة قد صاحبت الطفرة التجارية للكويت وبروزها كمركز تجاري مهم بين الهند وسواحل أفريقيا من جهة وبين إيران والعراق والشام من جهة أخرى مما زاد في حاجة الكويتيين للسفن بأنواعها. ذلك أنه لم يكن غير القلاليف البحرانيين يمتلكون مهارة صناعة السفن في تاريخ الكويت، وقد كان عملهم منصبا على البحر وصناعة السفن التي كانت عصب الاقتصاد والعيش في ذلك الحين، حيث كان عملهم يتم بجد واتقان متفان فاق مثيله في كل صناعة للسفن بالمنطقة، ومن تلك السفن أنواعا كثيرة منها الكبيرة للسفر البعيد والتحميل التجاري ومنها احجاما متوسطة تجارية وسفن للغوص على اللؤلؤ وجلب الماء والصخر وأخرى أنواعا بأحجام متفاوته لأغراض متعددة ونذكر من تلك السفن المختلفة الأنواع والاحجام: البغلة والبوم والسنبوك والشوعي والجالبوت والبتيل وابوام الماء والتشاشيل وغيرها. وقد اخرج الكثير من الكتاب والباحثين العديد من الكتب والمؤلفات تناولوا فيها تاريخ صناعة السفن في الكويت وأسماء صناعها وتفاصيل الأحداث التاريخية لتلك المهارات الجبارة وأثرها في تاريخ الكويت الاقتصادي والسياسي والاستراتيجي. ونذكر من هؤلاء الكتاب المؤرخ سيف مرزوق الشملان، والدكتور يعقوب يوسف الحجي في عدة مؤلفات قيمة ومهمة، والدكتورة الشيخة ميمونة الصباح والدكتور عبد الله الغنيم والباحث في التراث البحري الكويتي جابر عبد الله في كتاب له اسمه «الداو»، وسوف يصدر له عما قريب ان شاء الله كتاب جديد بعنوان «الأيادي الذهبية» وهو كتاب قيم ومهم يضم الكثير من المعلومات والأحداث التاريخية التي نتجت عن بحث طويل ومقابلات كثيرة مع رجالات البحر ورجالات صناعة السفن السابقين في تاريخ الكويت.

## عائلات البحارنة
ترجع أغلبية الأسر البحرانية في الكويت والبحرين إلى قبيلة عبد القيس من ربيعة وهناك أسر ترجع إلى تغلب وربيعة مثل: الأسرة السترية الشهيرة التي منها الفقيه البحراني الكبير عبد الله عباس الستري ـ المتوفى (1270) هجرية، والفقيه البحراني الشيخ علي بن عبد الله الستري ـ المتوفى 1319 هجرية، وهو صاحب منار الهدى. فالبحارنة هم سكان البلاد على طول الساحل الشرقي لجزيرة العرب الاصليون سكنوا هذه المنطقة واستوطنوها منذ عصور بعيدة لجؤوا إليها لظروف مختلفة منها ما هو نتيجة لنزاعات وحروب قبلية. ولما كان جميعهم من الشيعة فقد أصبح مصطلح بحارنة مرادفا للشيعة، حيث أخذ هذا المصطلح في الشيوع والانتشار.

## وصلات خارجية
- اللهجة البحرانية